# Spotland
Spotland är en stadsdel i Rochdale, i distriktet Rochdale, i grevskapet Greater Manchester, i England. Spotland var en civil parish från 1866 till 1894 då den blev en del av Rochdale, Whitworth, Bacup och Norden. Civil parish hade 37 828 invånare år 1891.